# بقماوات
البَقَّمَاوَات أو العَنْدَمَيات (الاسم العلمي: Caesalpinioideae) هي أسرة نباتية تتبع الفصيلة البقولية من رتبة الفوليات.

## قبائل
- البقماوية
  - من أجناسها:
    - البقم[5]
    - الغلاديشية
    - الباركنسونية
- الزمزريقاوية
  - تضم ثلاثة أجناس:
    - الزمزريق
    - البوهينيا
    - البرينيارا
- الديتاراوية
  - من أجناسها:
    - الديتار
    - التمر الهندي
    - الساراكا
- الكاسياوية
  - من أجناسها:
    - الكاسيا
    - السنا